# Isocarpha
Isocarpha é um género botânico pertencente à família Asteraceae.